# Cala Tuent
Cala Tuent és una cala del municipi d'Escorca, a Mallorca, entre el morro del Forat i el Morro de la Corda.
Està situada entre la Costera i la Calobra i als peus del puig Major, amb 1.445 m d'altitud, la qual cosa li confereix una gran espectacularitat paisatgística per l'abrupte desnivell que s'hi observa.
La cala tenia previst un projecte d'urbanització dels anys 60 que incloïa dos hotels, finalment ha esdevingut sòl rústic protegit pel Pla Territorial de Mallorca, i és la cala més gran de la Serra de Tramuntana que no ha estat greument transformada, malgrat tenir accés per carretera, diverses edificacions unifamiliars i gran part dels vials prevists.

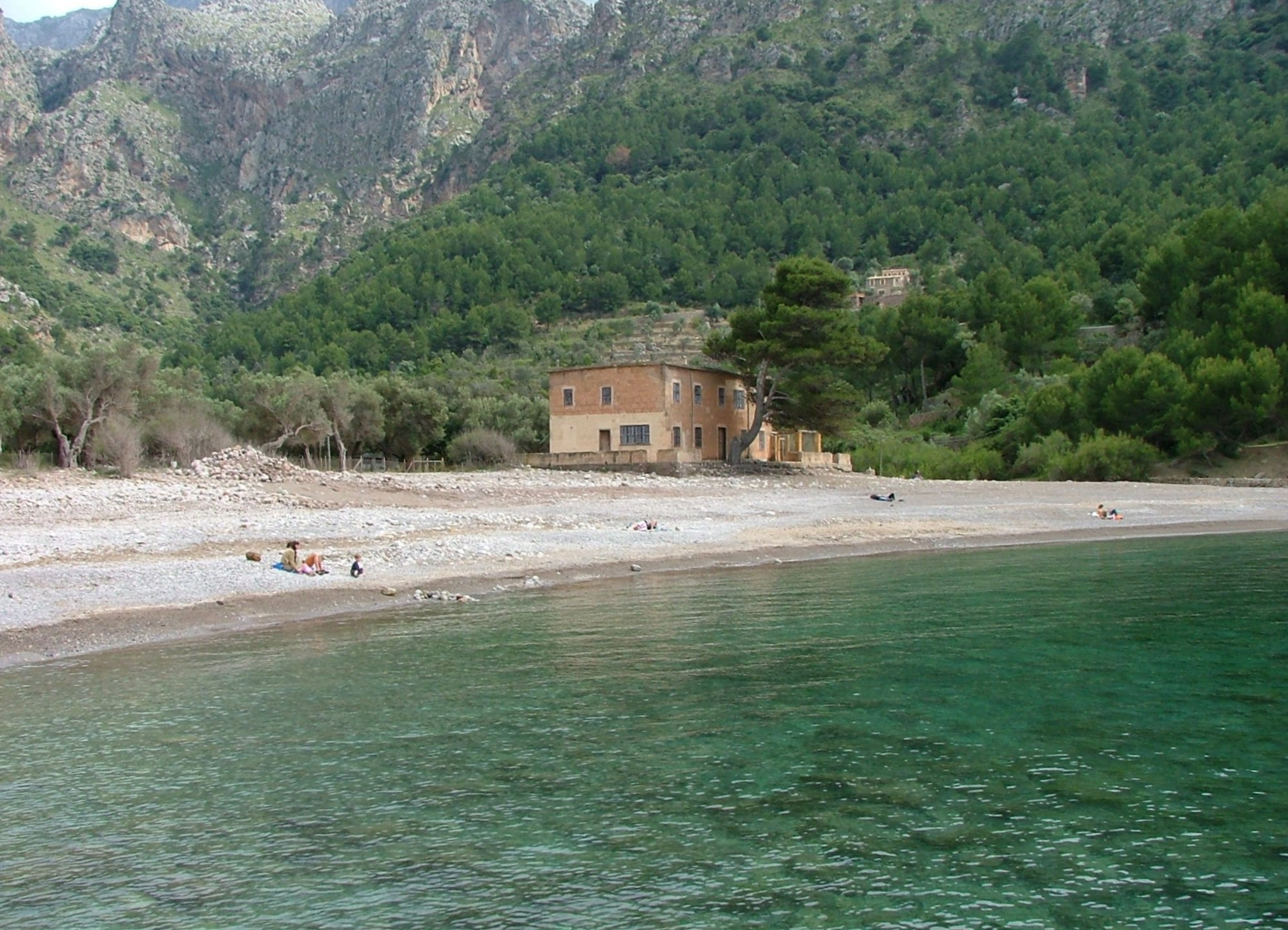
La cala.
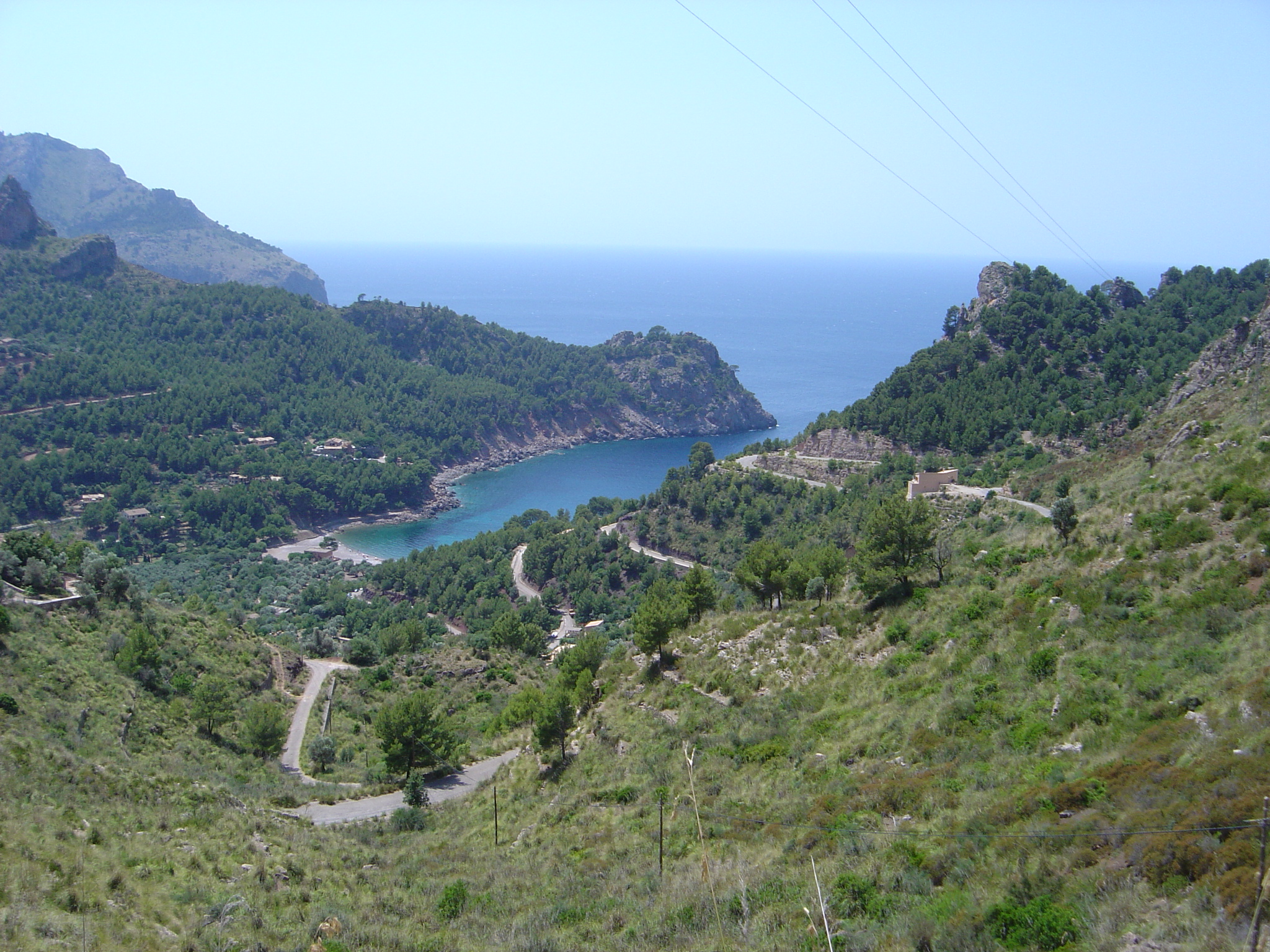
Vista general de la cala des del Coll de Sant Llorenç.
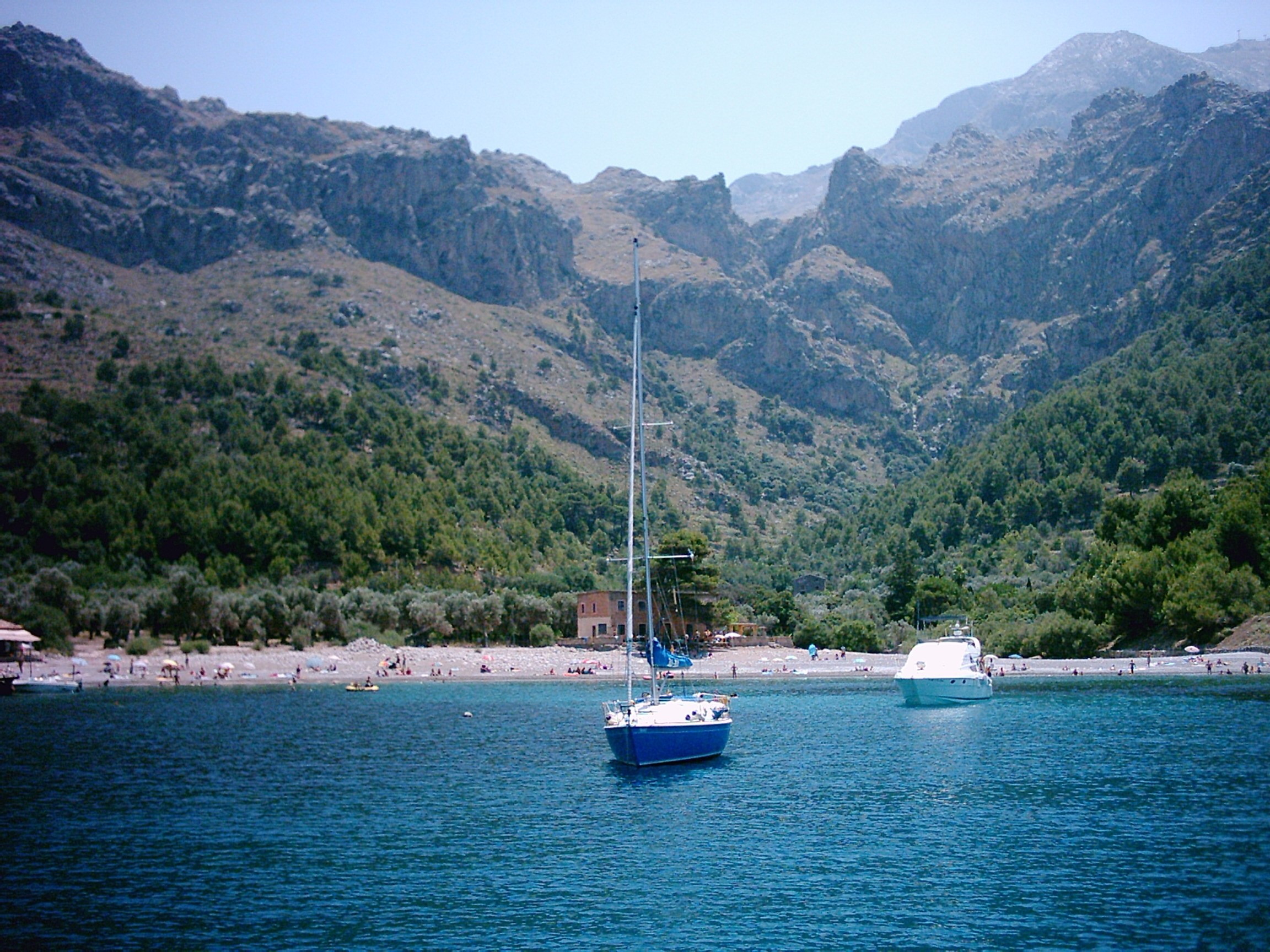
Cala Tuent vista des del mar.
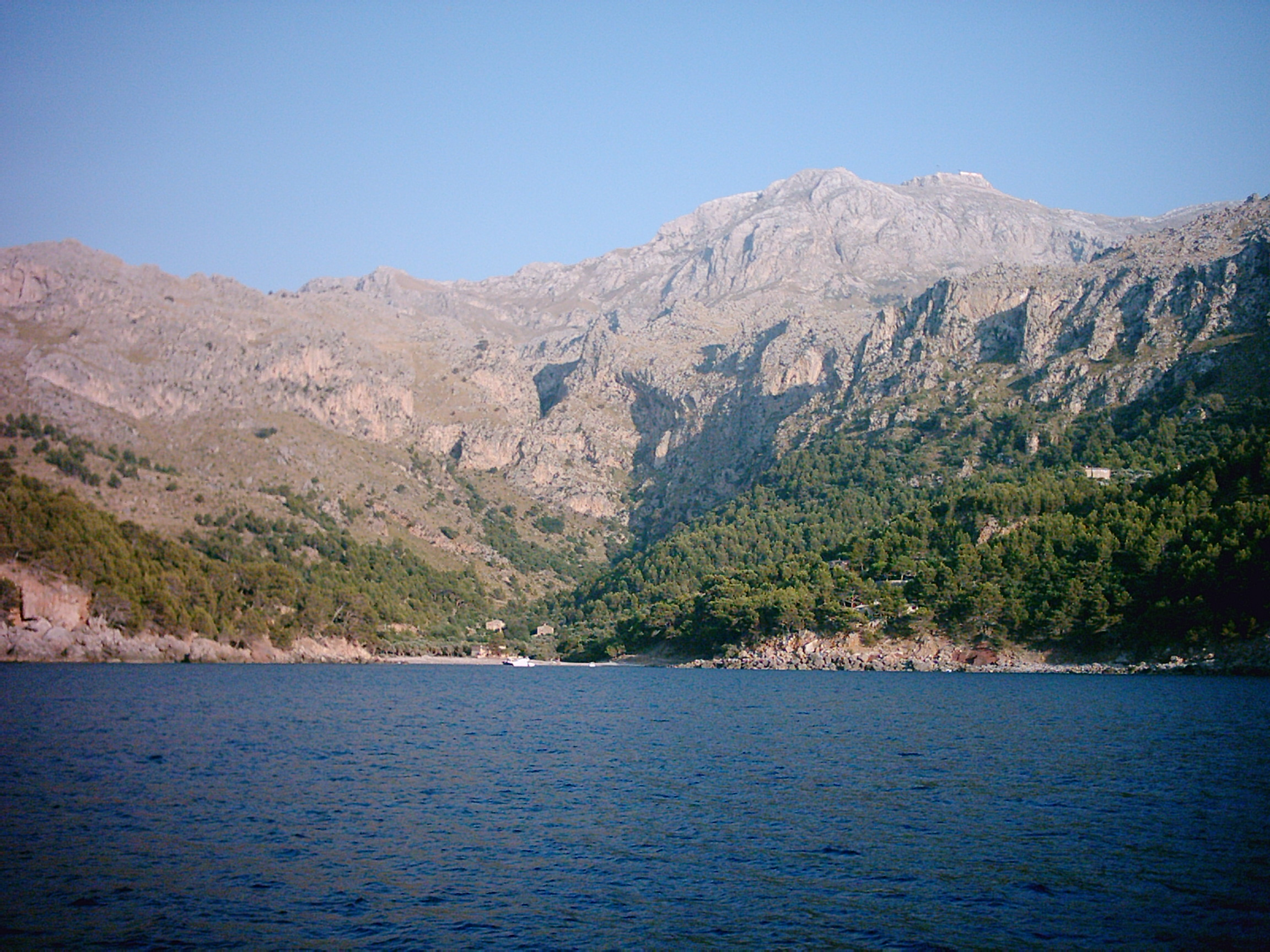
Cala Tuent des del mar, amb el Puig Major al fons.